# Kōhoku, Yokohama

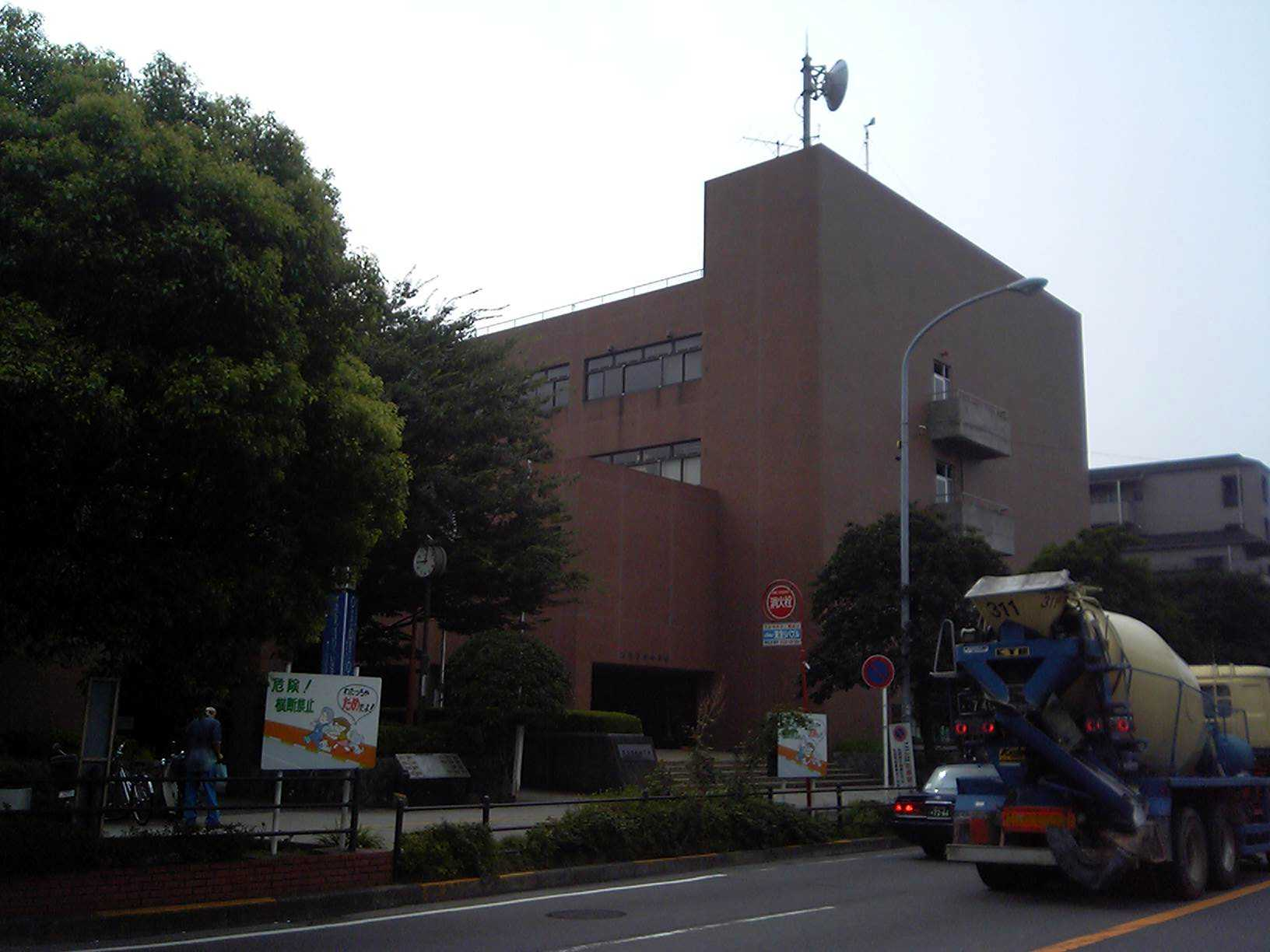
Kōhoku Ward Office

Kōhoku-ku (港北区) là một khu thuộc thành phố Yokohama, tỉnh Kanagawa, Nhật Bản.